# ترتليان
ترتليان أو ترتليانوس (باللاتينية Tertullianus) (نحو 160 إلى 220 م)  مؤلف أمازيغي مسيحي مبكر بونيقي، وأول من كتب كتابات مسيحية باللغة اللاتينية. كان مهماً في الدفاع عن المسيحية ومعاداة الهرطقات. وقد أطلق على ترتليان «والد المسيحية اللاتينية»، و«مؤسس اللاهوت الغربي».
ربما أكبر سبب لشهرته إعطاء أول شرح للعقيدة. من الأفكار الأخرى التي تظهر في كتاباته «ثلاثة أشخاص أو أقانيم، مادة واحدة» باللغة اللاتينية: " tres Personae, una Substantia" وهي من اليونانية الكوينية " treis Hypostases, Homoousios"، وأيضا عبارة العهد القديم " vetus testamentum" والعهد الجديد " novum testamentum".
على الرغم من كونه محافظًا في نظرته للعالم، فقد ابتكر ترتليان مفاهيم لاهوتية جديدة وطور عقيدة الكنيسة الأولى. ربما هو معروف أكثر لكونه أول كاتب باللاتينية يستخدم مصطلح الثالوث (اللاتينية: trinitas). وفقًا لموسوعة ستانفورد للفلسفة، «ثالوث ترتليان ليس إلهًا ثلاثيًا، بل هو ثلاثية (triad) أو مجموعة من ثلاثة، والله هو العضو المؤسس». تم استخدام كلمة مماثلة في وقت سابق باللغة اليونانية، على الرغم من ذلك فقد قدم ترتليان أقدم استخدام معروف للمصطلح الذي تم دمجه لاحقًا في العقيدة النيقية في المجمع المسكوني الثاني، ومجمع القسطنطينية الأول في عام 381 م، أو العقيدة الأثناسية، أو كليهما. من التركيبات اللاتينية الأخرى التي تظهر لأول مرة في أعماله «ثلاثة أشخاص، جوهر واحد». مع ذلك فـ«جوهر» ترتليان -الذي تأثر بالفلسفة الرواقية- كان مادة جوهرية لا تشير إلى إله واحد، بل إلى مشاركة جزء من جوهر الآب (الوحيد الذي يعتبر الله الكامل) مع الابن ومع الروح القدس من خلال الابن. وقد كتب فهمه للأعضاء الثلاثة للثالوث بعد أن أصبح مونتانيًا.
ابتكر منهجا اخر هو «منهج استنطاق النفس» فيبين في كتابه شهادة النفس، أن النفس تنزع بطبيعتها ومن صميمها الي الدين، وبخاصة في اوقات الشدة فتبدي العواطف الدينية التي فطرها الله عليها.
اعتنق في آخر حياته مذهب المونتانية، وقد وصف بأنه أول بروتستانتي.
على عكس العديد من آباء الكنيسة، لم يتم اعتبار ترتليان قديس من قبل الكنائس الكاثوليكية الشرقية أو الغربية. العديد من تعاليمه حول قضايا مثل الخضوع الواضح للآب والابن والروح القدس، وإدانته للزواج من الأرامل والهروب من الاضطهاد، تتناقض مع تعاليم هذه التقاليد الكاثوليكية.

## روابط خارجية
- ترتليان على موقع الموسوعة البريطانية (الإنجليزية)
- ترتليان على موقع إن إن دي بي (الإنجليزية)